# 京都府立久美浜高等学校
京都府立久美浜高等学校（きょうとふりつ くみはまこうとうがっこう）は、京都府京丹後市久美浜町橋爪に所在する公立の高等学校。
2020年（令和2年）4月、京都府立網野高等学校と統合した京都府立丹後緑風高等学校が開校し、久美浜学舎が併設された。

## 設置学科
- 総合学科（入学後に学びたいコースを選択）
  - 文理特修系列
  - 教養系列
  - 生産科学系列
  - 福祉系列

## 沿革
- 1902年（明治35年） - 熊野郡立農林学校として開校。後に京都府立久美浜農学校へ改称する。
- 1948年（昭和23年） - 京都府立久美浜高等学校として開校。全日制課程に普通科・農業科を、定時制課程に農業科・家庭科を置く。
- 2000年（平成12年） - 学科を改編し、京都府の公立高校では初めての総合学科の高校になる。
- 2002年（平成14年） - 学校創立100周年を迎え、11月8日に「創立100周年記念式典」が行なわれた。
- 2020年（令和2年）3月 - 生徒募集停止。
- 2020年（令和2年）4月 - 京都府立丹後緑風高等学校が開校して久美浜学舎が置かれ、同年入学生より丹後緑風高校「みらいクリエイト科」と「アグリサイエンス科」となった[2][3]。
- 2022年（令和4年）3月1日 - 総合学科最終学年の卒業式が行われ、続いて新校への「継承式」が挙行された。2021年度末をもって京都府立丹後緑風高等学校へ移行する[4][5]。

## 特色

### 部活動
- カヌー部は、1987年（昭和62年）に初開催された全国高等学校カヌー選手権大会では男女ともに優勝[6]して以降、1988年（昭和63年）の京都国体を機に全国的な強豪として知られるようになった名門である[7]。全国高校選手権、日本ジュニア選手権、国体、世界ジュニア選手権などで常連校としてしられる[8]。久美浜湾などで練習を行い、その模様を地元写真家が取材、出版した写真集が刊行されている[9]。
- 2006年8月の第88回全国高等学校野球選手権大会（夏の甲子園）では、前年12月の帰宅途中に高齢者の女性を救助した、当校の野球部員4名が始球式を行った[10]。

### ボランティア
- 海浜植物の宝庫として知られる箱石浜（京都府京丹後市久美浜町）の松林再生プロジェクトの活動に、2010年から毎年参加している。
- 歴史街道丹後100kmウルトラマラソンに、毎年多くの生徒がボランティアスタッフとして参加している。
- 部活動にもボランティア部があり、日常的に地域の児童クラブなどで活動している。
- 点字の授業で、地域のガイドブックなどの点訳を行い、観光案内所などへの寄贈を行っている[11]。

## 読書表彰及び学校図書館活動

### 読書表彰
- 2016年（平成28年）4月　子どもの読書活動優秀実践校として文部科学大臣表彰を受ける[12]。
- 2017年（平成29年）10月　第11回高橋松之助記念「朝の読書大賞」にて最終選考に残り、優秀校表彰を受ける[13]。
- 2018年（平成30年）10月　第12回高橋松之助記念「朝の読書大賞」にて大賞を受賞。京都府内の学校で初の受賞[14][15]。

### 学校図書館活動
2019年（令和元年）11月、「高校生と実社会との繋がりを深める学校図書館改革」によりLibrary of the Year2019優秀賞を受賞した。学校図書館としては初の単館受賞となった。

#### 学校図書館一般公開
- 2016年（平成28年）10月　日本国際児童図書評議会（JBBY）の協力を得て、世界のバリアフリー絵本展2013を開催し、一般公開を行った[17]。
- 2017年（平成29年）7月　国立国会図書館国際子ども図書館の協力を得て、「絵本で知る世界の国々-読んで旅する七大陸-展」を開催し、一般公開を行った[18][19]。
- 2018年（平成30年）7月　図書館総合展運営委員会及びアカデミック・リソース・ガイド株式会社の資料協力を得て、「『あなたも使える専門図書館』と『あなたの考える未来の図書館』展」を開催し、学校図書館の一般公開を行った[20][21]。
- 2019年（令和元年）7月　「知るを楽しむ『辞典・事典』展」を開催し、一般公開を行った。150種の分類辞典などを展示し、自身に合った国語辞典を探す企画やインターネットフリー百科事典「ウィキペディア」の執筆を体験できる企画が設けられた[22]。

## 著名な関係者
- 坂東美紀

東大阪市出身のカヌー選手で、久美浜高校元教員。カヌーは大学時代に始めて早々に頭角を現し、日本選手権を制覇、1982年（昭和57年）の世界選手権に出場した。1988年（昭和63年）の京都国体を前に、1985年（昭和60年）に久美浜高校カヌー部を立ち上げ、全国トップクラスの実力校に育て上げるとともに、26年間にわたって顧問を務めた。21世紀には小学生にもカヌーが普及し、「カヌーのまち」として知られる京丹後市久美浜町だが、坂東の着任当時はカヌー不毛の地であり、ゼロからの普及活動によってカヌー競技を広めたその功績は大とされる。